# Кубок Ліхтенштейну з футболу 1974—1975
Кубок Ліхтенштейну з футболу 1974—1975 — 30-й розіграш кубкового футбольного турніру в Ліхтенштейні. Титул здобув Трізен.

## Перший раунд
| Команда 1 | Рахунок | Команда 2   |
| --------- | ------- | ----------- |
| Шан       | 1–3     | Руггелль    |
| Трізен    | 3–0     | Трізенберг  |
| Бальцерс  | 4–1     | Ешен-Маурен |

Вільний від першого раунду Вадуц.

## 1/2 фіналу
| Команда 1 | Рахунок | Команда 2 |
| --------- | ------- | --------- |
| Бальцерс  | 4–2     | Вадуц     |
| Руггелль  | 1–3     | Трізен    |

## Фінал
| 1 травня 1975 |

| Трізен | 5–2 | Бальцерс |
| ------ | --- | -------- |
|        |     |          |

| Бальцерс |